# آدام ریچ
آدام ریچ (انگلیسی: Adam Rich؛ زادهٔ ۱۲ اکتبر ۱۹۶۸ - درگذشتهٔ ٧ ژانویهٔ ٢٠٢٣) هنرپیشه اهل ایالات متحده آمریکا بود.